# Parisus globulus
Parisus globulus är en tvåvingeart som först beskrevs av Mario Bezzi 1921.  Parisus globulus ingår i släktet Parisus och familjen svävflugor. Inga underarter finns listade i Catalogue of Life.